# Aliette Opheim
Aliette Chrissi Opheim (nacida el 21 de julio de 1985), es una actriz sueca.

## Biografía
Opheim creció en Täby kyrkby, asistió a la Escuela de danza y línea de estética de Lasse Kühler en el gimnasio Fryshusets, donde fue descubierta y le ofrecieron el papel principal femenino en la película de danza Sandor slash Ida en 2005. En 2015 se graduó en la Universidad de Escenario y Música de Gotemburgo, tiempo durante el cual también participó en Om kriget kommer – en beredskapsfars del Teater Tribunalen.
De 2014 a 2020 interpretó el papel de Jonna Waldemar en la serie de televisión Thicker Than Water. En 2018 asumió el papel de Elsa Schenthal en cuatro episodios de la serie de televisión Fortitude. En 2020, apareció como Fátima en ocho episodios de la serie de televisión Kalifat, y en 2021, también apareció como Gunhild en ocho episodios de la serie de televisión Katla.
Opheim ha sido nominada a los Premios Kristallen como Mejor actriz por Thicker than Water (2014) y Kalifat (2020). Recibió el premio Rising Star del Festival Internacional de Cine de Estocolmo en 2015 e hizo su debut internacional el mismo año como Detective Albans en la serie estadounidense Patriot (2015-2018) de Amazon Studios. En 2021, interpretó a Gunhild en la serie islandesa de Netflix Katla. En 2022 protagonizó el thriller de acción Cangrejo negro.
También ha trabajado como modelo fotográfico. Tomó el nombre de Opheim en honor a su abuela nacida en Noruega. Ganó el Premio Kristallen 2022 como Actriz femenina del año en una producción televisiva por su aparición en Knutby.

## Filmografía
- Sandor slash Ida (2005)
- Der Kommissar und das Meer (2010)
- Arne Dahl: Upp till toppen av berget (2011)
- Snabba Cash - Livet Deluxe (2013)
- Thicker Than Water (2014)
- 100 Code (2015)
- Patriot (2015-2018)
- Johan Falk: Tyst diplomati (2015)
- Johan Falk: Blodsdiamanter (2015)
- Johan Falk: Lockdown (2015)
- Johan Falk: Slutet (2015)
- Fortitude (2015)
- Hassel (2017)
- Kalifat (2020)[7]
- Katla (2021)
- Cangrejo negro (2024)